# Floyd the Barber
Floyd The Barber est une chanson du groupe de rock/grunge américain Nirvana. C'est la deuxième chanson figurant sur l'album Bleach sorti en 1989.

## Signification
Floyd the barber est un personnage tiré d'une émission populaire américaine du nom de The Andy Griffith Show, les personnages principaux sont le shérif Andy Taylor (joué par Andy Griffith), son fils Opie et la tante d'Andy, Bee.
Et dans les personnages secondaires on a le fameux Floyd, le plus niais de tous, qui joue dans des scènes soi-disant comiques avec l'adjoint du shérif, un adorable ivrogne et un employé de station service... Dans cette émission la vie est montrée comme belle et heureuse dans la ville de Mayberry en Caroline du Nord ou tous les habitants sont gentils, blancs et chrétiens or d'épineuses questions raciales font que l'émission est dépourvue de Noirs, juifs, hippies ou autre or Kurt Cobain qui vit a Aberdeen s'est mis à détester cette magnifique ville de Mayberry car pour lui, les ivrognes ne sont pas adorables et les niais sont armés, pour lui la drogue et le sexe font partie du quotidien de sa ville. Et on peut très bien y voir la comparaison des deux villes dans la chanson, le début se passe comme dans l'émission, Kurt va se faire raser la barbe chez Floyd puis on passe a la Aberdeen ou le chanteur se fait ligoter, uriner dessus puis coupé en morceaux par Bee, Opie et l'adjoint du shérif...
Malheureusement, The Andy Griffith Show est probablement l'une des dernières émissions qu'aura vu Kurt Cobain de son vivant car quand le corps a été retrouvé, la télévision était allumée sur la chaine ou passait l'émission. 
Floyd the barber fait partie des 10 que Kurt Cobain aura enregistré avec comme batteur Dale Crover à Seattle le 23 janvier 1988 avec Jack Endino au Reciprocal Recording (Floyd the Barber, Paper Cuts, Downer, Aero Zeppelin, Beeswax, Hairspray Queen, Mexican Seafood, If You Must, Pen Cap Chew, Spank Thru) c'est d'ailleurs celui-ci qui est dans Bleach mais remixé  car le morceau aura aussi été enregistrée avec Chad Channing a la batterie mais Kurt a préféré la démo de Dale Crover.